# Kierżno
Kierżno – wieś w Polsce położona w województwie dolnośląskim, w powiecie bolesławieckim, w gminie Nowogrodziec. Wieś leży w Borach Dolnośląskich. W pobliżu wsi znajduje się rezerwat przyrody Brzeźnik.
W roku 2009 do Kierżna włączono leśniczówkę Borowiany.

## Podział administracyjny
W latach 1975–1998 miejscowość administracyjnie należała do województwa jeleniogórskiego.

## Położenie
Wieś leży na prawym brzegu Kwisy, 11 km na zachód Bolesławca. Składa się z kilku kolonii. Najbardziej na północ wysunięta część wioski położona pod wzniesieniem Fuchs Berg (Lisia Góra) nazywała się Heidehauser – Leśne Domy. Od reszty wsi miały ją oddzielić wznoszone w latach 40. wały autostrady A4 Drezno – Wrocław, które doprowadzono aż do samej Kwisy. Warto zwrócić uwagę, że niemieccy inżynierowie i projektanci wybrali optymalne miejsce przekroczenia rzeki przez autostradę, albowiem to tutaj właśnie pradolina jest najwęższa. Około 500 m od północnego krańca wsi, w lesie znajdował się obóz więźniów budujących autostradę. Źródła wymieniają jeszcze inne części Kierżna, których dokładnego położenia jednak nie znamy. Są to Herschelswaldau i Heide. Co prawda o topografii Aue – Błonia (inaczej zwanego Queastal – Dolina Kwisy) nie wiemy nic, jednakże z samej nazwy możemy wykoncypować, że szczególnie Aue mogło dotyczyć fragmentu pradoliny, który w środkowej części Kierżna wrzynał się kilkaset metrów na wschód. Wraz z Heide znaczy tyle, co puszcza, wrzosowisko. Trudno nam określić, która to część wsi. Wydaje się, że mogły to być podmokłe okolice wspomnianej kolonii Heidehauser.

## Zabytki
W centrum wsi znajduje się kaplica św. Józefa, zbudowana w roku 1680 na miejscu wcześniejszego założenia przez nowogrodzieckiego proboszcza Rimplera. Ta leśna kaplica była kilkakrotnie przebudowywana. Kiedy w roku 1996 przeprowadzono jej remont, pracujący tam robotnicy odnaleźli w gałce wieżyczki dokumenty pozostawione przez dawnych budowniczych. Jest to o tyle cenne źródło, że informuje nas o dacie budowy, okolicznościach i fundatorach, a co ważniejsze o samych budowniczych. Pisma zostały pozostawione w czerwcu 1910, kiedy przeprowadzono ostatni generalny remont przed II wojną światową. Wtedy też odnaleziono dokumenty z poprzedniego remontu, jaki miał miejsce w roku 1882. Jeden z nich przepisano i ponownie złożono do gałki wieżyczki.

## Historia
Nazwa wsi pochodzi od imienia jej założyciela niejakiego Hermana, które to imię oznaczało wojownika, żołnierza (Heeresmann, Krieger). Hermannsdorf należałoby tłumaczyć dosłownie jako wieś należąca do Hermana. W roku 1249 wymienia się Hermannisdorf, w roku 1287 Gut in Hermannsdorfh, na przełomie 1666/1667 Hermansdorff villa, w roku 1736 Hermsdorf i w roku 1786 Herrmannsdorf. Gwarowo mówiło się na wieś i jej części następująco: Hernsdurf na Kierżno, de Heede na Heidehauser i Hirschlswaale na Herschelswaldau. Stara polska nazwa Hermanówka.
Nazwa Kierżno pochodzi od starosłowiańskiego słowa kierz – krzew, zarośla, którą to nazwę ustalono po wojnie zamiast niemieckiej.

## Pierwsi mieszkańcy
Powstanie pierwszej osady w tym miejscu wiązało się z przede wszystkim z rzeką oraz szlakiem komunikacyjnym, który musiał prowadzić w pradawnych czasach wzdłuż Kwisy. Niegdyś bowiem był to jedyny sposób przedostania się przez nieprzebytą puszczę. Jeszcze nie były przejezdne szlaki prowadzące bezpośrednio na wschód. Co prawda nie wiemy kiedy dokładnie osiedlili się na miejscu dzisiejszego Kierżna pierwsi ludzie, jednakże cokolwiek pomocne mogą nam w tym być odkrycia archeologiczne. I takich też dokonano tutaj.

## Założenie wsi
We wsi odkryto podczas archeologicznych badań powierzchniowych ślady osadnictwa mezolitycznego oraz pochodzące z tego samego okresu narzędzia kamienne. W 1930 roku przypadkowo zlokalizowano cmentarzysko ciałopalne z okresu brązu, a w nim naczynia gliniane. Potwierdza to istnienie w tym miejscu osady zasiedlonej później przez Słowian. Badacze niemieccy sugerują powstanie pierwszego osadnictwa w wieku XII, które siłą rzeczy było związane z plemionami słowiańskimi. W pierwszej połowie XIII wieku na miejscu słowiańskiej osady została założona wieś na prawie niemieckim. Nastąpiło to zapewne w latach 30. XIII wieku, kiedy książę śląski Henryk Brodaty sprowadzał z zachodu niemieckich kolonistów. Wśród nich musiał być niejaki Herman, który otrzymał od księcia przywilej lokacyjny i został pierwszym zasadźcą, a następnie sołtysem Kierżna. Wieś nie została natomiast wymieniona w dokumencie lokacyjnym miasta Nowogrodźca z 1233 roku, co sugeruje, że jeszcze wtedy nie istniała.
Pierwszy raz wymieniona została dopiero szesnaście lat później, to jest w roku 1249. Wtedy to w piśmie wystawionym w Krośnie Odrzańskim przez księcia śląskiego Bolesława II Rogatki dla klasztoru Magdalenek w Nowogrodźcu zapisano:
In nomine domini amen. Nos Boleslaus dei gratia dux Zlesie et Polonie notum volumus fieri universis tam presentibus quam futuris, quod domui beate Marie Magdalene in Nuenburh dedimus villam unam, que dicitur Hermannisdorf, super aquam Quizam sitam duodecim mansos continentem, et hoc in remedium animarum tam antecessorum quam posterorum nostrorum. Excepimus etiam prefatam villam ab omni servitio et subditione nostrorum, ut nullus ipsam presumat temere inquietare. Datum in Crosna, anno gratie M° CC° XL° IX°. In cuius rei testimonium presens scriptum sigilli nostri munimine fecimus roborari coram hiis testibus: dominis Widgone de Kamenz, Rudolfo de Biberstein, Ottone filio Conradi, Walthero de Barboy, Wernero de Foresto et Ottone de Nydeck. W imię Pańskie Amen. My Bolesław z Bożej łaski książę Śląska i Polski chcemy czynić znanym tak obecnym, jak i przyszłym, że klasztorowi św. Marii Magdaleny w Nowogrodźcu dajemy jedną wieś, która nazywa się Hermannsdorf (Kierżno) położoną nad rzeką Kwisą z przyległymi 20 łanami, i to czynimy dla zbawienia dusz tak przodków jak potomków naszych. Uwalniamy również wspomnianą wieś od wszystkich posług i zobowiązań nam należnych, aby nic tę wieś...
Sporządzono w Krośnie nad Odrą roku dziękczynienia 1249... panowie Widgone z Kamienia, Rudolf z Bobrowa, Otto syn Konrada, Walter de Barboy, Werner de Foresto i Otto de Nydeck